# Wierzchuca Nagórna
Wierzchuca Nagórna est un village de Pologne, situé dans la gmina de Drohiczyn, dans le Powiat de Siemiatycze, dans la Voïvodie de Podlachie à l'est de la Pologne.
Selon le recenssement de la commune de 1921, ont habité dans le village 334 personnes, dont 315 étaient catholiques, 2 orthodoxes, et 17 judaïques. Parallèlement, 321 habitants ont déclaré avoir la nationalité polonaise, 1 la nationalité biélorusse et 12 la nationalité juive. Dans le village, il y avait 50 bâtiments habitables.